# Злочиначки умови (15. сезона)
Злочиначки умови (engl. Criminal Minds) је америчка криминалистичка драмска телевизијска серија која прати рад Јединице за анализу понашања (ЈАП-а) (engl. Behavioral Analysis Unit - BAU) чије је седиште у Квантику у Вирџинији. Серија се разликује од других серија те врсте по томе што се више усредсређује на злочинца него на сам злочин. Серију је продуцирала продукција The Mark Gordon Company у сарадњи са телевизијским студијима CBS и ABC. Серија је првобитно названа Квантико, а пробна епизода је снимљена у Ванкуверу.

## Опис
Петнаеста сезона серије Злочиначки умови је емитована на каналу CBS од 8. јанура до 26. фебруара 2020. Ово је требало да буде последња сезона емитована на CBS-у и последња сезона уопште. Две године касније, Злочиначки умови су се вратили са шеснаестом сезоном 2022. године на Paramount+.

## Улоге
- Џо Мантења кao Дејвид Роси
- Метју Греј Габлер кao Спенсер Рид
- А.Џ. Кук кao Џенифер Џаро
- Кирстен Вангснес кao Пенелопи Гарсија
- Данијел Хени као Мет Симонс
- Ејша Тајлер као Тара Луис
- Адам Родригез као Лук Алвез
- Паџет Брустер као Емили Прентис

## Епизоде
| Бр. еп. (укупно) | Бр. еп. (у сезони) | Наслов              | Редитељ             | Сценариста                       | Премијера         | Прод. код | Гледаност у САД-у (милиони) |
| --- | ------------------ | ------------------- | ------------------- | -------------------------------- | ----------------- | --------- | --------------------------- |
| 315 | 1                  | "Под кожом"         | Нелсон Мекормик     | Кристофер Барбур                 | 8. јануар 2020.   | 1501      | 4.82                        |
| Кад су се осакаћена тела појавила у области Вашингтона, Роси је уверен да је то дело Еверета Линча познатијег као "Камелеон", низног убице који га је замало убио па нестао. У међувремену, Рид и Џеј Џеј се боре да се суоче са непријатним стањем.                                                |                    |                     |                     |                                  |                   |           |                             |
| 316 | 2                  | "Буђења"            | Алек Смајт          | Стефани Сенгупта                 | 8. јануар 2020.   | 1502      | 4.49                        |
| Како је један члан ЈАП-а у болници, екипа тражи Еверета Линча и његову ћерку Грејс. Такође, Спенсер је примио значајну посету од своје мајке Дајане док је пролазила код раздобље луцидности. |                    |                     |                     |                                  |                   |           |                             |
| 317 | 3                  | "Гледалац успорава" | Кевин Берланди      | Брус Зимерман                    | 15. јануар 2020.  | 1503      | 4.58                        |
| Кад су мајка и ћерка одведене у болницу после бомбашког напада на једну пошту у Тенесију, ЈАП тражи низног бомбаша који изгледа бира жртве не основу личних притужби. |                    |                     |                     |                                  |                   |           |                             |
| 318 | 4                  | "Субота"            | Едвард Ален Бернеро | Стефани Биркит и Брин Фрејзер    | 22. јануар 2020.  | 1504      | 4.49                        |
| Док екипа ужива у слободној суботи, Гарсија је одлучила да помогне једној такмичарки свог такмичења за хаковање јер јој је признала да има уходу, а Рид је упознао извесну Максин. |                    |                     |                     |                                  |                   |           |                             |
| 319 | 5                  | "Дух"               | Дајана Валентајн    | Боби Чакон и Џим Клементе        | 29. јануар 2020.  | 1505      | 5.88                        |
| Када је неколико људи упуцано у Дес Плејнсу у Илиноису, ЈАП је схватио да се злочини подударају са злочинима снајперисте ког су ловили пре петнаест година, али се њихова процена убистава драстично променила када је двоје њихових отето.                                                         |                    |                     |                     |                                  |                   |           |                             |
| 320 | 6                  | "Вече за састанак"  | Марку Стоукс        | Брин Фрејзер                     | 5. фебруар 2020.  | 1506      | 4.35                        |
| Кад су један отац и ћерка отети у Вашингтону, Рид је приморан на још један састанак са плаћеницом Кет Адамс, а то се косило са његовим плановима за састанак са Максин. |                    |                     |                     |                                  |                   |           |                             |
| 321 | 7                  | "Расти"             | Рејчел Фелдман      | Ерика Мереди и Ерик Стилер       | 5. фебруар 2020.  | 1507      | 3.74                        |
| Кад су тројица мушкараца свирепо упуцани у Денверу, ЈАП је повезао злочине са психотичном заблудом у коју су укључена лажна сећања и Шредингерову једначину. У међувремену, Прентисова је приморана да оцени своју будућност са агентом Ендруом Мендозом са којим је у вези на даљину.              |                    |                     |                     |                                  |                   |           |                             |
| 322 | 8                  | "Породично стабло"  | Алек Смајт          | Брус Зимерман                    | 12. фебруар 2020. | 1508      | 3.94                        |
| ЈАП путује у Бомонт у Тексасу како би се истражио низ убиства пословних људи. У међувремену, Прентисова и Џеј Џеј су суочене са доношењем важних одлука о својој будућности јер су обе добиле понуде за посао.                                                                                      |                    |                     |                     |                                  |                   |           |                             |
| 323 | 9                  | "Украдено лице"     | Шарат Раџу          | Кристофер Барбур                 | 19. фебруар 2020. | 1509      | 5.47                        |
| После годину дана од Росијеве замало смрти, ЈАП је отпутовао у Рено у Невади како би истражили један траг у вези Еверета Линча илити "Камелеона" и схватили његове нове побуде. Ипак, они су присиљени да се суоче са Линчовом мајком која има неки свој задатак који је довео до потресног исхода. |                    |                     |                     |                                  |                   |           |                             |
| 324 | 10                 | "И на крају..."     | Глен Кершо          | Ерика Мередит и Кирстен Вангснес | 19. фебруар 2020. | 1510      | 5.36                        |
| Како је Рид у болници због повреде мозга после обрачуна ЈАП-а и Линча, остатак екипе је наставио потеру за Линчом што је довело до насилног и коначног сукоба са врхунцем. У међувремену, Роси одлази у пензију, а Гарсија је донела животну одлуку која ће изменити будућност ЈАП-а заувек.        |                    |                     |                     |                                  |                   |           |                             |

## Продукција

### Развој
Серија Злочиначки умови је обновљена за петнаесту и последњу сезону са редоследом епизода од 10 епизода 10. јануара 2019. Откривено је да је последња сезона била заказана за средину сезоне и да ће премијерно бити приказана 8. јануара 2020. године у свом оригиналном термину са двочасовном премијером сезоне, а завршиће се двочасовном завршницом.
Продукција последње сезоне почела је у пролеће 2019. године јер је сценаристкиња серије Ерика Месер желела да продукције четрнаесте и петнаесте сезоне буду једна за другом, без паузе између.
Дана 26. априла 2019. године, откривено је да ће Кирстен Вангснес и сценаристкиња Ерика Месер заједно писати сценарио за завршницу серије, а режираће дугогодишњи редитељ и извршни продуцент Глен Кершо. Ово је била пета епизода коју су заједно написале. Такође је откривено да ће епизода носити назив „И на крају...“. Наслов потиче из песме Битлса „На крају“ („И на крају... љубав коју узимаш једнака је љубави коју ствараш...“). Месерова и Вангснесова су изабрале тај наслов јер су „то били последњи стихови које су икада снимили Битлси, група коју су ликови увек волели“.
Бивши сценариста Едвард Ален Бернеро режирао је четврту епизоду сезоне „Субота“.

### Избор глумаца
Дана 4. фебруара 2019. године објављено је да ће Џејн Линч поновити улогу Дајана Рид, мајка Спенсера Рида. Касније тог месеца објављено је да је Рејчел Ли Кук добила епизодну улогу Макс која је Ридова љубав. Макс је описана као „чудна, добродушна, искрена жена која започиње необичну везу“ са Ридом.
Обри Плаза је поновила своју улогу Кет Адамс у шестој епизоди „Вече за састанак“.
Откривено је да ће Џејн Еткинсон, К. Томас Хауел и Бет Рисграф поновити своје улоге као Ерин Страус, Џорџа Фојета и Мив Донован у завршници серије. Бен Севиџ ће такође поновити своју улогу младог Џејсона Гидеона.
Томас Гибсон, који је играо Арона Хочнера, неће се вратити у последњој сезони.
Месерова је открила да се Шемар Мур, који је играо Дерека Моргана, такође неће вратити у последњој сезони.